# Genêt à balais
Pour les articles homonymes, voir Genêt.
Cytisus scoparius
Espèce
Classification phylogénétique
Statut de conservation UICN

 LC  : Préoccupation mineure
 France 
Le Genêt à balais (Cytisus scoparius) est une espèce de plantes à fleurs de la famille des Fabaceae. C'est un arbrisseau à feuillage caduc originaire du nord-ouest de l'Europe.
On l'a longtemps utilisé en le laissant sécher pour en faire des balais.

## Taxonomie

### Synonymes
- Genista scoparius (Lam.).
- Sarothamnus scoparius (L.) Wimmer ex Koch
- Spartium scoparium (L.)

Autres noms communs : Cytise à balai, Genettier, Grand genêt, Juniesse, Sarothamne, Spartier à balais, Sparte.

### Sous-espèces
- Cytisus scoparius var. andreanus (Puiss.) Dippel
- Cytisus scoparius var. scoparius (L.)

### Cultivars
Il existe de nombreux cultivars aux fleurs de différentes couleurs, dont le Genêt bicolore.

## Légende
Jadis, Cytisus scoparius était considéré comme une plante magique associée à la magie noire.

Selon Prosper Mérimée, « si les sorcières ne pouvaient pas monter sur un balai de bouleau, il n'y avait rien de plus facile que de monter sur un balai de genêt et aller au bout du monde ».

## Description

### Appareil végétatif
Le Genêt à balais est une espèce à faible longévité (10-15 ans) qui atteint une hauteur de 1 à 3 m, rarement 4 m. Calcifuge et assez exigeant au sujet de la fertilité du sol, il colonise les sols dépourvus de végétation protectrice ou compétitive, ce qui permet au jeune plant d'adapter sa physiologie aux espaces découverts, se traduisant par un enracinement profondément pivotant qui lui assure irrigation et une meilleure résistance aux vents.
Les branches principales ont un diamètre pouvant atteindre de 5 à 10 cm. C'est un arbuste très ramifié à port colonnaire, aux tiges vertes anguleuses, aux petites feuilles caduques, simples et lancéolées ou composées et trifoliolées, mesurant de 5 à 15 mm de long. Les feuilles supérieures sont presque sessiles et réduites à une foliole. Cette hétérophyllie est en lien avec l'évolution foliaire des Fabaceae qui a conduit, à partir de feuilles alternes, stipulées et primitivement imparipennées, à une réduction à une foliole chez cette espèce.

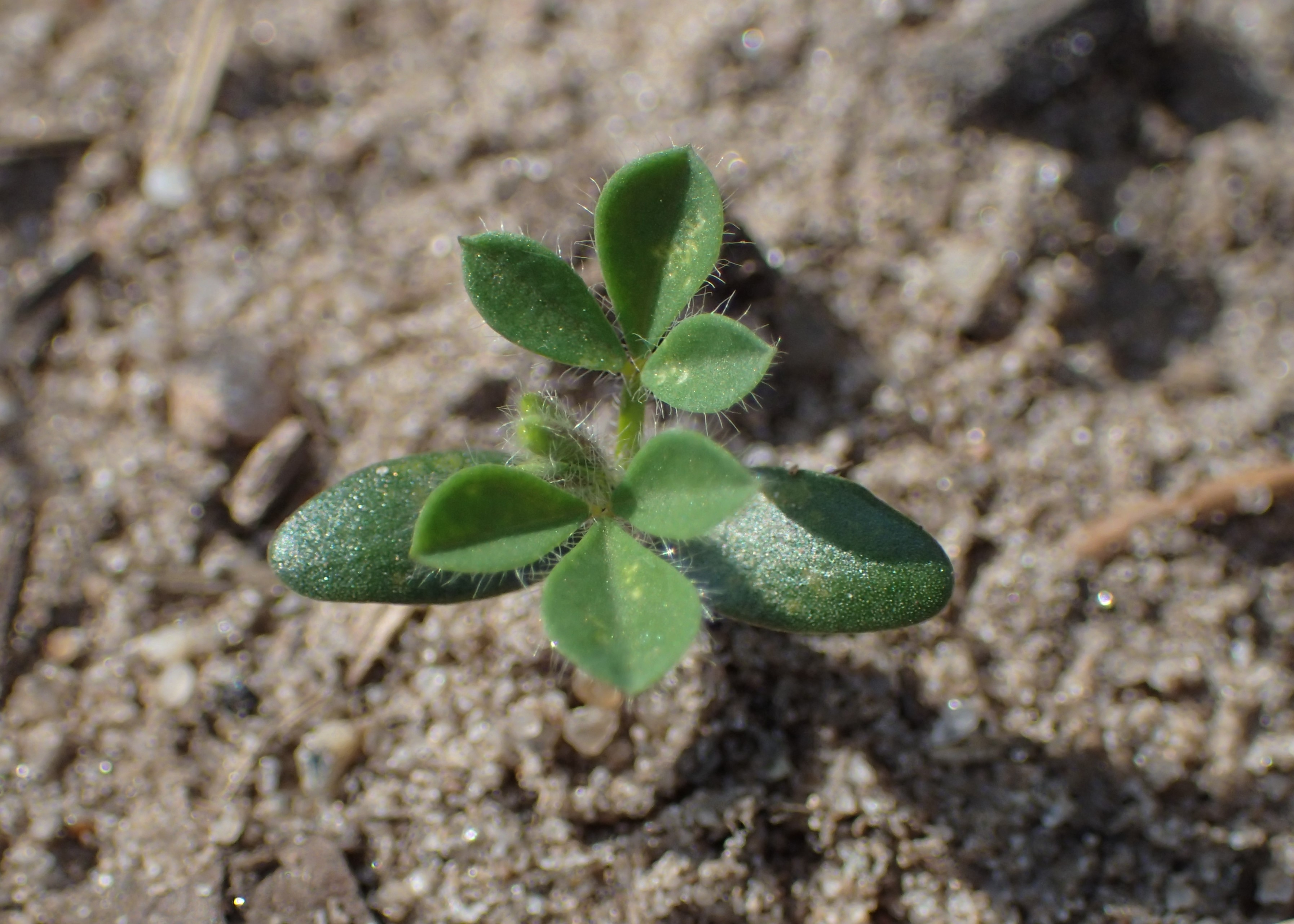
Plantule.
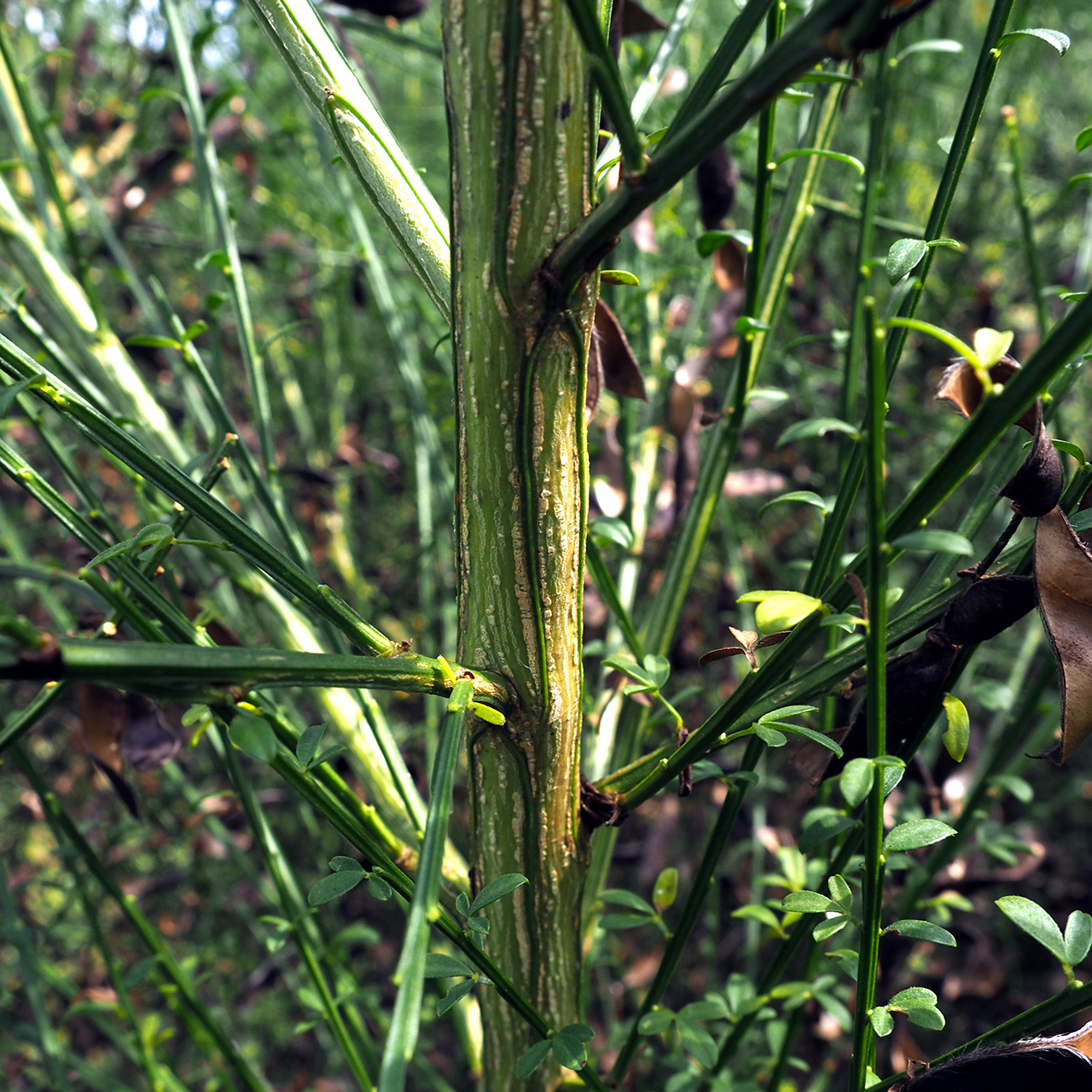
Tige.
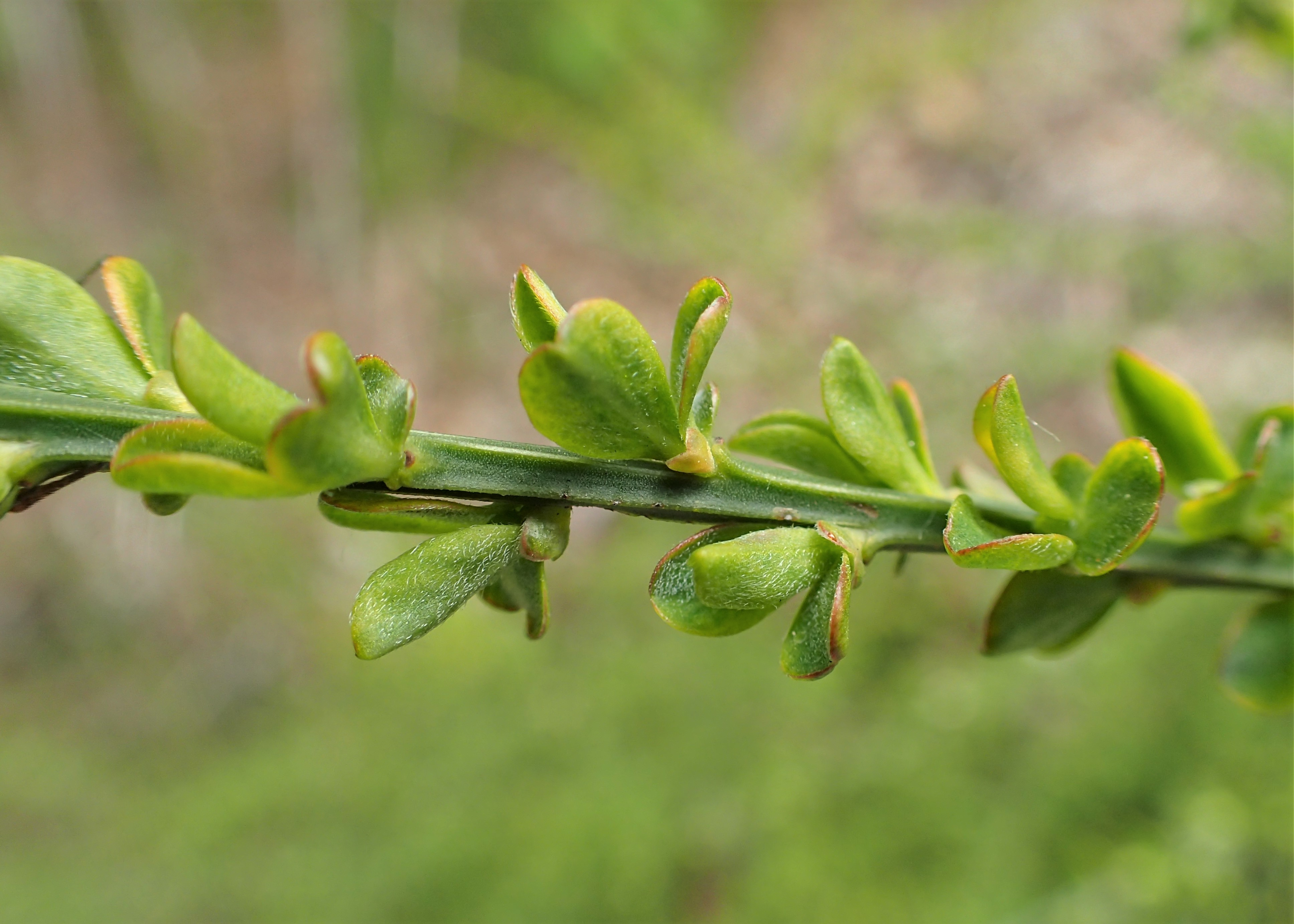
Feuilles.

### Appareil reproducteur

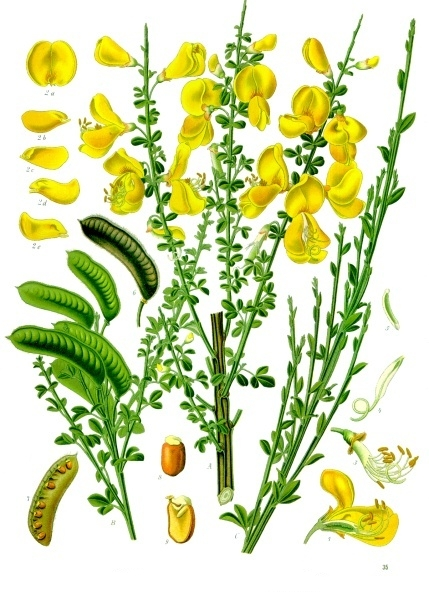
Illustration de Genêt à balais

Le genêt à balais atteint sa maturité sexuelle à l’âge de trois ans. La floraison, avec une très importante production de fleurs, se déroule entre fin avril et début juillet. Il se couvre alors entièrement d'une multitude de fleurs jaunes, de 15 à 20 mm de largeur et de 20 à 30 mm de longueur, qui laissent rapidement voir les étamines. La fleur de structure complexe et dépourvue de nectar est pollinisée par les bourdons. Une autre source écrit à propos du nectar : " Les abeilles recherchent avidement sur les fleurs le nectar très sucré et très condensé qui perle en très petites gouttelettes à la base du tube des étamines extérieurement et aussi à la partie interne du calice. Lorsque les abeilles reviennent à la ruche après la visite de ces fleurs, elles ont leur corps jauni par le pollen qui s'y est attaché de tous les côtés ". Elle est fermée jusqu'à ce qu'elle soit visitée par l'insecte puis reste ensuite ouverte.
À la fin de l'été, ses gousses oblongues, de 2 à 3 cm de long, 8 mm de large et 2 à 3 mm d'épaisseur, deviennent noires, éclatent avec un bruit sec et répandent leurs graines (entre 5 et 6 graines par gousse) autour de la plante mère, soit entre 1 060 et 5 000 graines par adulte. Cette production élevée de graines, associée à une croissance rapide, explique le pouvoir colonisateur de ce genêt qui mène à un appauvrissement de la diversité végétale par compétition spatiale et temporelle. L’introduction d’herbivores spécialistes permet de rompre ce processus invasif,.

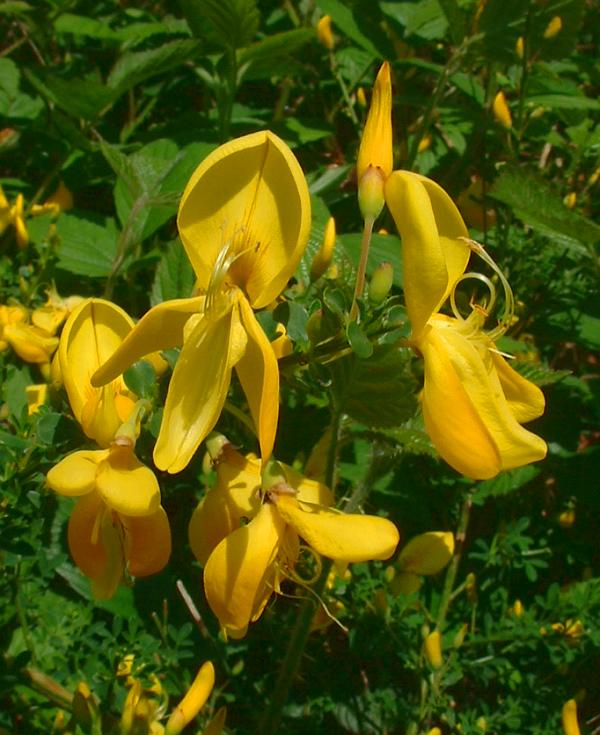
Détail des inflorescences.
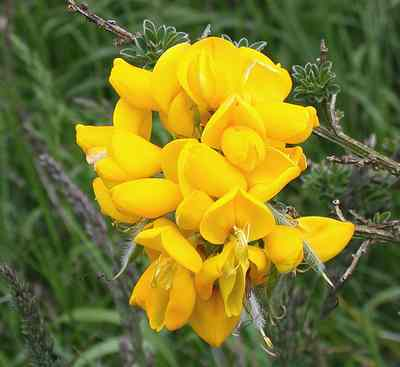
Fleurs
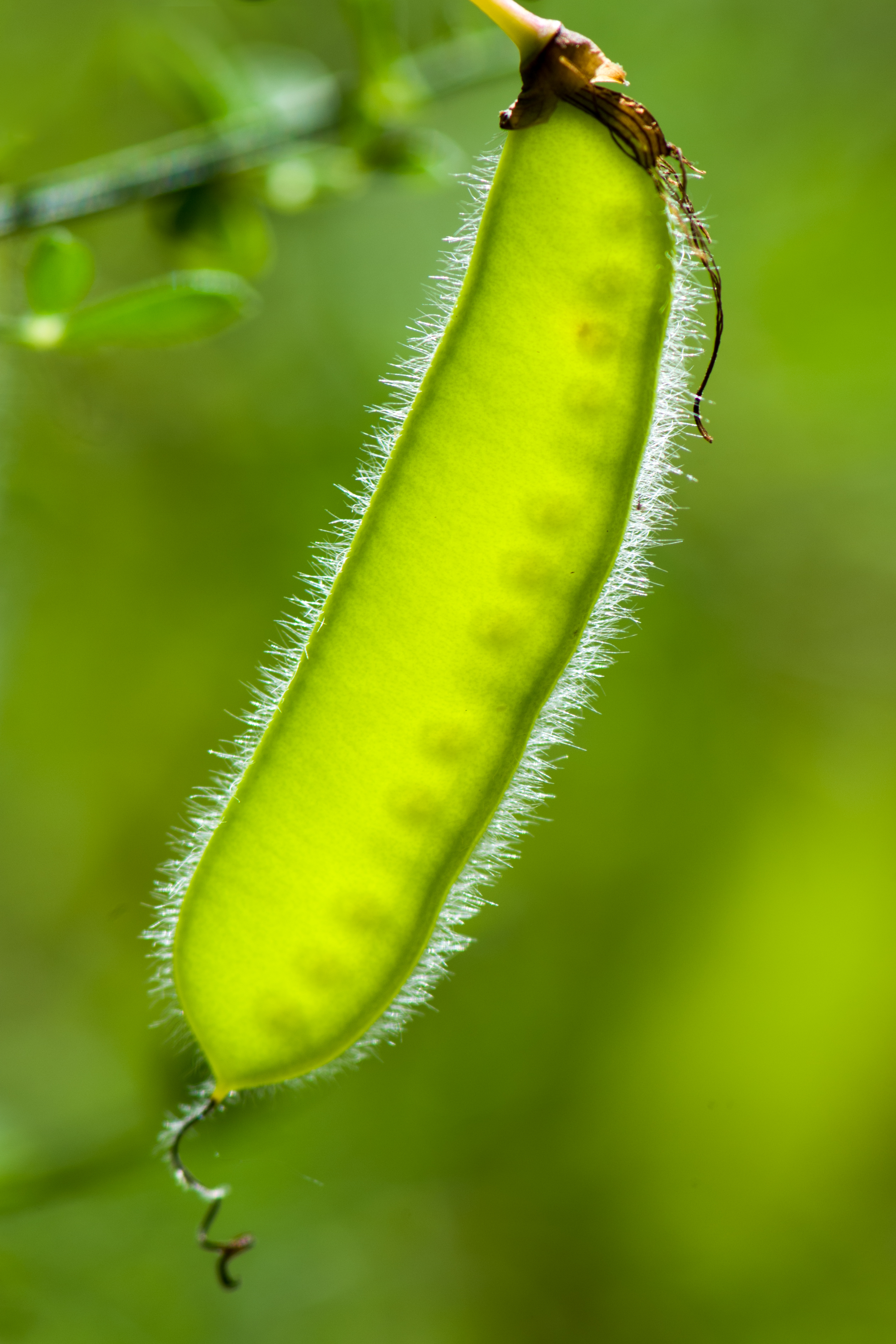
Jeune Gousse de Genêt à balais.
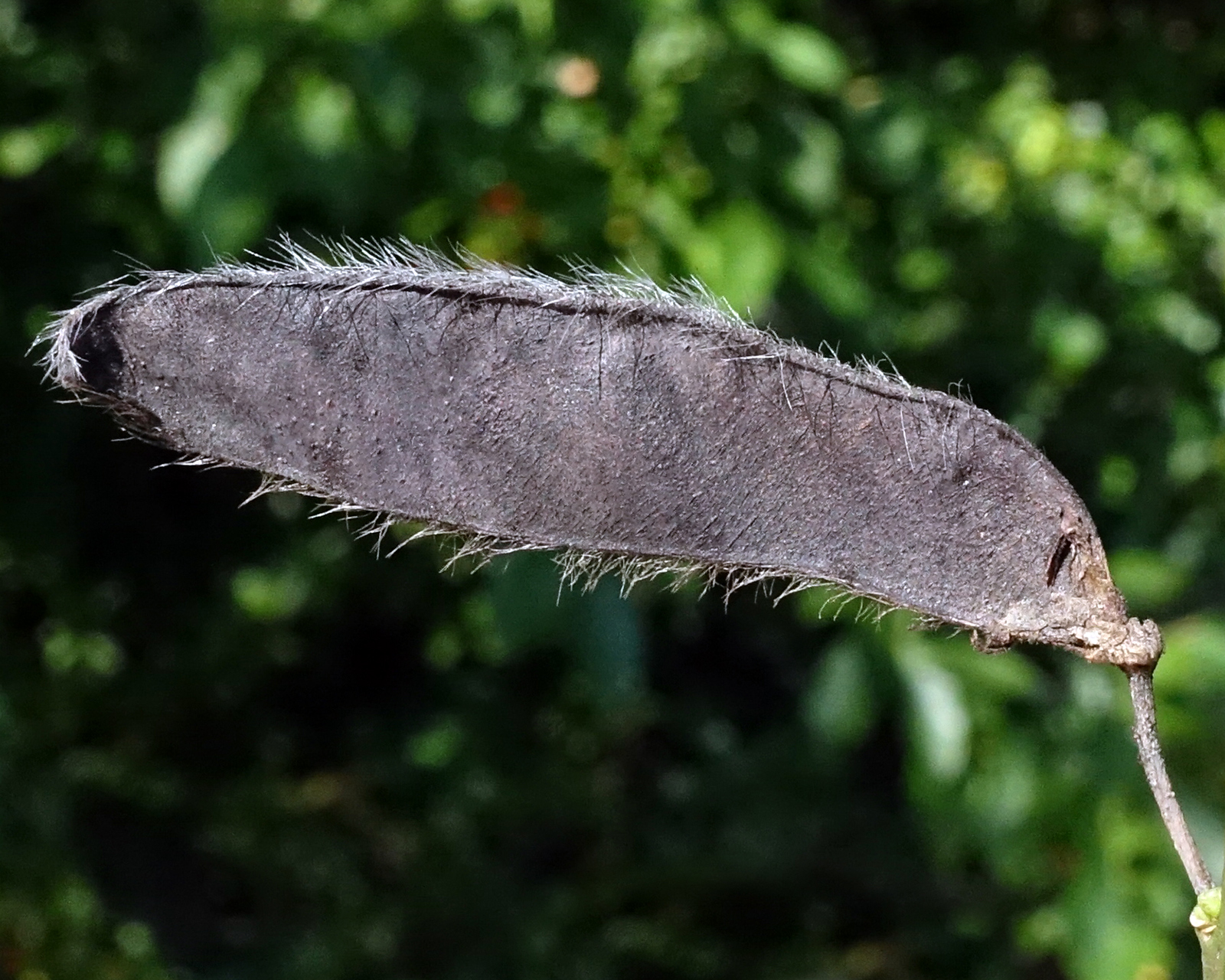
Fruit mature.

## Toxicité
La plante renferme des amines (tyramine, dopamine, épinine), majoritairement dans les fleurs jusqu'à 2%, des flavonoïdes (scoparoside majoritairement, génitoside et spiracoside entre autres[réf. nécessaire]) et des alcaloïdes. Parmi les alcaloïdes (une vingtaine en tout) on citera la spartéine, majoritaire dans les rameaux, et la lupanine majoritaire dans les graines, mais aussi l'ammodendrine et l'hydroxylupanine.
Traditionnellement on utilisait la fleur comme diurétique et pour le traitement des troubles circulatoires (la présence de flavonoïdes explique cet usage). Les rameaux sont récoltés pour en extraire la spartéine pour les besoins de l'industrie pharmaceutique. 
En effet, la spartéine possède différentes propriétés pharmacologiques : elle a un effet antiarythmique de classe 1a,, c'est-à-dire qu'elle inhibe les canaux sodiques cardiaques conduisant à un effet stabilisant de membrane,, diminuant la conduction électrique dans les cardiomyocytes et diminue ainsi le rythme cardiaque et la pression artérielle. La spartéine est également un puissant ocytocique,, il augmente les contractions de l'utérus, donc contre indiqué en cas de grossesse, et a été autrefois utilisé sous cette indication pour faciliter le travail, sous forme injectable. Sa dangerosité (il causait des contractions erratiques et excessives de l'utérus) et sa difficulté d'utilisation l'ont fait abandonner et il ne fait l'objet d'aucune autorisation de mise sur le marché.

## Distribution
Le Genêt à balais est une espèce méditerranéo-atlantique thermophile. Originaire du nord-ouest de l'Europe, il a été largement introduit sur d'autres continents. Il est présent généralement sur des sols sableux ou limoneux, en plaine, dans les terrains incultes ou les zones déboisées parfois en compagnie de la bruyère. C'est le plus rustique des genêts, tolérant des froids jusqu'à −25 °C[réf. nécessaire]. Sur le Massif armoricain, il se cantonne préférentiellement aux landes hygrophiles intérieures ou littorales au sud de la Loire
Il est maintenant considéré comme une plante envahissante en Inde, dans la Californie, le nord-ouest des États-Unis, l'Australie, la Nouvelle-Zélande, l'Afrique du Sud, le Canada et certaines régions du Pacifique .
La prolifération du genêt à balais après la récolte du bois empêche la régénération naturelle en privant de lumière les jeunes semis. En Oregon, on estime qu'il est responsable de 47 millions de dollars de perte de production de bois chaque année. Certaines tentatives ont été faites pour mettre au point une lutte biologique dans les zones touchées à partir d'insectes prédateurs de l'espèce : la psylle Arytainilla spartiophylla, le coléoptère Bruchidius villosus, le papillon Leucoptera spartifoliella, la mite Aceria genistae et plus récemment la chrysomèle Gonioctena olivacea et le papillon Agonopterix assimilella. Cependant, ces insectes ont le défaut de s'attaquer également à d'autres plantes.
Pour le botaniste Gérard Ducerf, le Genêt à balais permet au contraire au sol de se régénérer après une perturbation du milieu, par exemple après une coupe rase. En fixant l'azote par symbiose bactérienne, le genêt à balais « prépare » le sol pour d'autres plantes qui le supplanteront plus tard dans la succession écologique. Considérer le genêt à balais comme une plante envahissante, signe une mauvaise compréhension des cycles naturels et s'inscrit dans une vision centrée sur l'agriculture industrielle, dont la coupe-rase de plantations forestières est l'une des formes. Ainsi compris, le genêt à balais apparaît comme une plante nécessaire à la réparation des sols dans le temps.

## Utilisation
L'écorce était utilisée pour le tannage et pour la fabrication de cordes.
La fabrication de balais (d'où il tire son nom) a été importante dans tout l'ouest de la France. Il était également utilisé en remplacement du chaume dans certaines montagnes, pour couvrir les toits. On peut encore trouver quelques maisons de ce type en haute Ardèche et en Lozère.
Il permettrait aux moutons de s'immuniser contre les morsures de vipère : la spartéine présente dans cette plante rendrait le venin de vipère inoffensif.
Comme toutes les Fabaceae, ses racines ont des nodosités qui permettent d'enrichir le sol par fixation biologique de l'azote. Il est utilisé en Agriculture Naturelle (Fukuoka) et en permaculture comme espèce fixatrice d'azote pour régénérer le sol (bien que localement potentiellement invasive).
Cytisus scoparius fait partie de la flore mellifère, principalement pollinifère (le pollen de couleur jaune orangé est projeté sur l'abeille qui rentre souvent à la ruche maculée de poudre jaune). Le genêt à balais peut aussi être nectarifère, mais seulement après le passage des bourdons qui percent la base de la fleur.